# Плець
Плець (пол. Plec) — село в Польщі, у гміні Венява Пшисуського повіту Мазовецького воєводства.
Населення — 124 особи (2011).
У 1975-1998 роках село належало до Радомського воєводства.

## Демографія
Демографічна структура станом на 31 березня 2011 року:
|          | Загалом | Допрацездатний вік | Працездатний вік | Постпрацездатний вік |
| -------- | ------- | ------------------ | ---------------- | -------------------- |
| Чоловіки | 56      | 6                  | 44               | 6                    |
| Жінки    | 68      | 17                 | 35               | 16                   |
| Разом    | 124     | 23                 | 79               | 22                   |